# FAM109B
FAM109B (англ. Family with sequence similarity 109 member B) – білок, який кодується однойменним геном, розташованим у людей на довгому плечі 22-ї хромосоми. Довжина поліпептидного ланцюга білка становить 259 амінокислот, а молекулярна маса — 28 338.
| 10         |  | 20         |  | 30         |  | 40         |  | 50         |
| ---------- |  | ---------- |  | ---------- |  | ---------- |  | ---------- |
| MKLNERSVAH |  | YALSDSPADH |  | MGFLRTWGGP |  | GTPPTPSGTG |  | RRCWFVLKGN |
| LLFSFESREG |  | RAPLSLVVLE |  | GCTVELAEAP |  | VPEEFAFAIC |  | FDAPGVRPHL |
| LAAEGPAAQE |  | AWVKVLSRAS |  | FGYMRLVVRE |  | LESQLQDARQ |  | SLALQRRSSW |
| KSVASRCKPQ |  | APNHRAAGLE |  | NGHCLSKDSS |  | PVGLVEEAGS |  | RSAGWGLAEW |
| ELQGPASLLL |  | GKGQSPVSPE |  | TSCFSTLHDW |  | YGQEIVELRQ |  | CWQKRAQGSH |
| SKCEEQDRP  |  |            |  |            |  |            |  |            |

A: Аланін

C: Цистеїн

D: Аспарагінова кислота

E: Глутамінова кислота

F: Фенілаланін

G: Гліцин

H: Гістидин

I: Ізолейцин

K: Лізин

L: Лейцин

M: Метіонін

N: Аспарагін

P: Пролін

Q: Глутамін

R: Аргінін

S: Серин

T: Треонін

V: Валін

W: Триптофан

Локалізований у цитоплазматичних везикулах, апараті гольджі, ендосомах.